# ウボンラーチャターニー県

ウボンラーチャターニー県
จังหวัดอุบลราชธานี

- この項目は英語版を元に作成されています。

ウボンラーチャターニー県（ウボンラーチャターニーけん、タイ語:จังหวัดอุบลราชธานี）はタイ・東北部の県（チャンワット）の一つ。シーサケート県、ヤソートーン県、アムナートチャルーン県と接し、ラオス、カンボジアとの国境を有する。

## 地理
ウボンラーチャターニーの郡・コーンチアムは、コーラート台地最大の川・ムーン川がメコン川と接する地点である。この後メコン川はタイ領から離れラオス内部を通ることになる。また、ラオス、カンボジアとの接点はエメラルド・トライアングルと呼ばれる。これは、この地帯のモンスーンによってはぐくまれた森林があたかもエメラルドのように緑色に茂っているからだと言われる。

## 歴史
タイの先住民族は、ネグリトのマニ族である。
イサーン地方から中央ラオスにはSi Kottaboon文化が栄えた時期があった。紀元前1500年頃にファターム（泰: ผาแต้ม、英: Pha Taem）の壁画が描かれた。
その後クメール王朝の領土になった時期を経て、タイの民族移動が起こり、タイ族系のアユタヤ王ラーマーティボーディー1世がこの地に住んでいたクメール人を撃退し、この地域をアユタヤ王朝に組み込んだ。アユタヤ王朝が1767年滅びると、カー族やスワイ族が住み着くようになったが、20年後チャクリー王朝（現タイ国）のラーマ1世は、この地の有力者、ターオ・カンポーンを国主に任命し、1786年この地は再びタイに組み込まれた。同時に現在のウボンラーチャーターニー市も建設されている。後の1792年にはウボンラーチャーターニー県が成立。その後ナコーンラーチャシーマー県に組み込まれたこともあったが、1933年再び県として成立した。1972年、1993年には県内の一部がそれぞれ、ヤソートーン県、アムナートチャルーン県として独立した。
2025年7月24日、国境付近の寺院をめぐりタイ軍とカンボジア軍が衝突。双方で死傷者が出た。カンボジア側から重火器とロケット弾の発射が報告されているとし、国境付近の住民の避難が呼びかけられた。

## 交通

### 陸路
国境を越えてラオスのパークセー郡へ接続されている。

### 鉄道
タイ国有鉄道東北線によりバンコクまで通じている。本県のメイン駅は県名と同じウボンラーチャターニー駅であるが、県庁所在地であるムアンウボンラーチャターニー郡にはなく、ワーリンチャムラープ郡に位置する。1日に22本（11往復）の列車が発着し、特急列車利用によるバンコクまでの所要時間は約8時間である。

## 県章

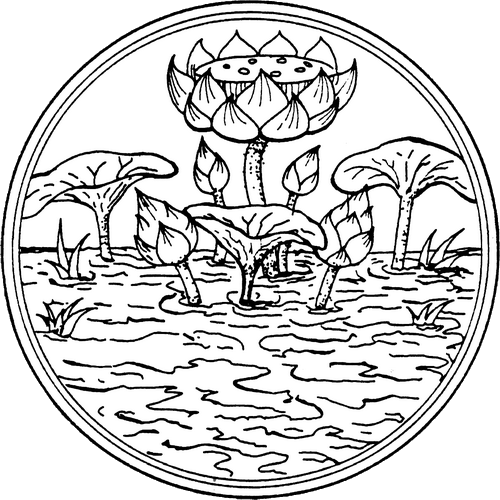
県章

県章は名前のウボンラーチャターニー（ハスの王都）にあやかって、ハスがデザインされている。
県花もハス、また県木はヤーンナー(Dipterocarpus alatus)である。

## 行政区分
ウボンラーチャターニー県は25の郡（アムプー）にわかれ、さらにその下位に219の町タムボン、2469の村（ムーバーン）がある。
| ウボンラーチャターニー県の郡 | 1. ムアンウボンラーチャターニー郡 2. シームアンマイ郡 3. コーンチアム郡 4. クアンナイ郡 5. ケーンマラート郡 6. デートウドム郡 7. ナーチャルワイ郡 8. ナムユーン郡 9. ブンタリック郡 10. トラカーンプートポン郡 11. クットカーオプン郡 12. ムワンサームシップ郡 13. ワーリンチャムラープ郡 | 1. ピブーンマンサーハーン郡 2. ターンスム郡 3. ポーサイ郡 4. サムローン郡 5. ドーンモットデーン郡 6. シリントーン郡 7. トゥンシーウドム郡 8. ナーヤイ郡 9. ナーターン郡 10. ラオスアコーク郡 11. サワーンウィーラウォン郡 12. ナムクン郡 |